# Parallage inconcinna
Parallage inconcinna là một loài bướm đêm trong họ Geometridae.